# 特定子会社
特定子会社（とくていこがいしゃ）とは、会計・会社の計算に使われる用語の一つ。
提出会社に対し、売上高の総額又は仕入高の総額が10%以上、純資産額が30%以上、もしくは資本金の額又は出資の額が10%以上の子会社を指す。

## 根拠条文
企業内容等の開示に関する内閣府令（昭和48年1月30日大蔵省令第5号） - e-Gov法令検索
第十九条
- １０ 　第二項第三号に規定する特定子会社とは、次の各号に掲げる特定関係のいずれか一以上に該当する子会社をいう。
  - 一 　当該提出会社の最近事業年度に対応する期間において、当該提出会社に対する売上高の総額又は仕入高の総額が当該提出会社の仕入高の総額又は売上高の総額の百分の十以上である場合
  - 二 　当該提出会社の最近事業年度の末日（当該事業年度と異なる事業年度を採用している会社の場合には、当該会社については、当該末日以前に終了した直近の事業年度の末日）において純資産額が当該提出会社の純資産額の百分の三十以上に相当する場合（当該提出会社の負債の総額が資産の総額以上である場合を除く。）
  - 三 　資本金の額（相互会社にあつては、基金等の総額。）又は出資の額が当該提出会社の資本金の額（相互会社にあつては、基金等の総額。）の百分の十以上に相当する場合